# Infância e juventude de Marilyn Monroe

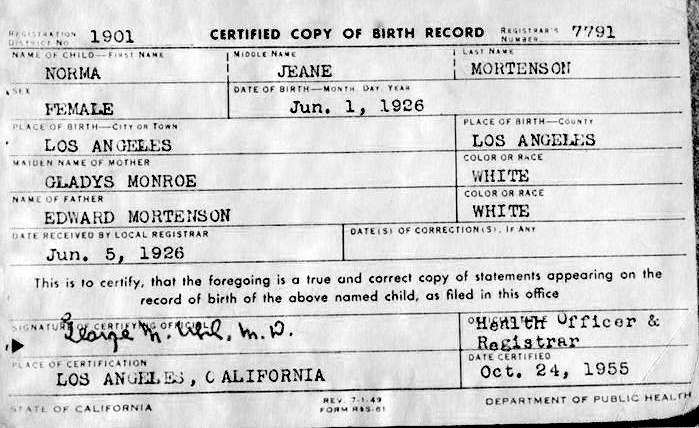
Certidão de nascimento de Marilyn Monroe, nascida Norma Jeane Mortensen em 1926.

Marilyn Monroe nasceu Norma Jeane Mortenson em 1 de Junho de 1926, na ala de caridade do Hospital do Condado de Los Angeles. Segundo o biógrafo Fred Lawrence Guiles, sua avó, Della Monroe Grainger, levou-a para ser batizada por Aimee Semple McPherson como Norma Jeane Baker. Norma obteve uma ordem do Tribunal de Justiça do Estado de Nova York e legalmente mudou seu nome para Marilyn Monroe em 23 de fevereiro de 1956.

## Sua mãe
A mãe de Marilyn, Gladys Pérola Baker Mortensen, nasceu em 27 de maio de 1902, em Porfirio Díaz , México, agora Piedras Negras, filha de Otis Elmer Monroe e Della Mae Hogan. A família voltou para a Califórnia, onde o irmão de Gladys Otis nasceu em 1905. Sofrendo de sífilis que invadira seu cérebro, Otis Elmer Monroe morreu em 22 de julho (com a idade de 8 anos), 1909, no Hospital Estadual do Sul da Califórnia, em San Bernardino County. Gladys se casou com Jasper Baker, nativo do Kentucky, em maio 1917, e eles então tiveram dois filhos, Robert Kermit Baker (nascido em 24 de janeiro, 1918) e Berniece Baker (Miracle) (nascida em 30 de julho de 1919). Ambas as crianças nasceram em Los Angeles. Depois que Gladys e Jasper se divorciaram, Jasper sequestrou os filhos e se mudou para o Kentucky, onde ele tinha nascido, de acordo com o livro de Miracle Minha Irmã Marilyn. Gladys se mudou para lá para ficar perto de seus filhos, mas depois voltou para Los Angeles. Seu filho morreu sem nunca vê-la novamente, mas ela conseguiu se reencontrar com sua filha, muitos anos depois. Gladys morreu em 11 de Março de 1984, em Gainesville, Flórida, aos 81 anos de idade.

## Seu pai
O pai biológico de Marilyn ainda permanece incerto. Após Gladys ter voltado para Los Angeles, ela se casou com Martin Edward Mortensen (1897-1981) em 11 de outubro de 1924. Eles se separaram em 26 de maio de 1925, e se divorciaram em 15 de agosto de 1928. O pai de Martin, também chamado Martin Mortensen, nasceu em Stavanger, Noruega em 8 de Fevereiro de 1861, e emigrou para os Estados Unidos em 1878, onde ele se casou com Stella Higgins em 10 outubro de 1894 em Vallejo, Califórnia, e o filho do casal nasceu lá.
O pai biológico de Norma Jeane foi provavelmente Charles Stanley Gifford, supervisor chefe na Consolidated Film Industries onde Baker trabalhava como cortadora de filmes, mas a certidão de nascimento de sua filha lista o segundo marido de Baker, Martin Edward Mortensen, como pai. Embora Mortensen tenha se separado de Gladys antes do nascimento de sua filha, alguns biógrafos especulam que ele pode ter sido o pai. Em uma entrevista com a Lifetime, James Dougherty, o primeiro marido de Monroe, disse que Norma Jeane acreditava que Gifford era seu pai. Quem quer que tenha sido o pai, ele não teve importância alguma na vida de Monroe.

## Pais adotivos
Incapaz de convencer sua mãe Della a levar Norma Jeane, Gladys deixou-a com os pais adotivos Albert e Ida Bolender de Hawthorne, Califórnia, onde ela viveu até os sete anos de idade. Em sua autobiografia My Story, Monroe afirma que achava que Albert era uma mulher.
Um dia, Gladys anunciou que tinha comprado uma casa. Poucos meses depois de terem se mudado, Gladys sofreu um colapso nervoso. Em My Story, Monroe relembra de sua mãe "gritando e rindo", ao ser levada à força para o Hospital Estadual em Norwalk. De acordo com Monroe, o irmão de Gladys, Marion, cometeu suicídio por meio de enforcamento após sua liberação de um manicômio, e o pai de Della fez o mesmo numa crise de depressão.
Norma Jeane foi declarada sob a guarda do Estado, e o melhor amigo de Gladys, Grace McKee (mais tarde Goddard) tornou-se sua guardiã. Após McKee se casar em 1935, Norma Jeane foi enviada para o Lar dos Órfãos de Los Angeles (mais tarde renomeado Hollygrove), e depois a uma sucessão de lares adotivos, pois sua mãe não podia cuidar dela.
Os Goddard estavam prestes a mudar-se para a costa leste e não podiam levá-la. Graces abordou a mãe de James Dougherty sobre a possibilidade de seu filho se casar com a garota. Eles se casaram semanas depois que ela completou 16 anos, para  que Norma Jeane não tivesse que voltar para um orfanato ou lar adotivo.